# دیمین رایس
دیمین رایس (۷ دسامبر ۱۹۷۳) خواننده و ترانه‌سرای ایرلندی است.
رایس در سلبریج، شهرستان Kildare، ایرلند بزرگ شد و در دهه ۱۹۹۰ کار موسیقی خود را به عنوان یکی از اعضای گروه راک Juniper شروع کرد. او پس از ترک گروه به عنوان یک کشاورز در توسکانی شروع به کار کرد و بعد از آن سفری به سراسر اروپا را آغاز کرد. در سال ۲۰۰۱ به ایرلند برگشت و به صورت انفرادی شروع به کار کرد.
در ۲۰۰۲ آلبوم O را بیرون داد که در بریتانیا به مقام هشتم رسید و برنده جایزه Shortlist Music Prize شد.
دومین آلبوم رایس 9 در نوامبر ۲۰۰۶ منتشر شد. او با انتشار این آلبوم به موفقیت دیگری رسید و آهنگ‌های این آلبوم در فیلم‌های زیادی مورد استفاده قرار گرفت.
رایس در گروه‌های بشر دوستانه‌ای مانند Songs for Tibet,Freedom Campaign و Enough Project هم فعالیت دارد.